# Каменський район (Ростовська область)
Ка́м'янський райо́н (рос. Каменский район) — район у північній частині Ростовської області Російської Федерації. Адміністративний центр — селище Глибокий (з 1989 р.).

## Географія
Район розташований у північно-західній частині області. На півночі межує із Тарасовським районом, на сході — із Білокалитвинським, на півдні — із Красносулинським районами, на заході — із Луганською областю України.

### Річки Кам’янського району
Сіверський Дінець перетинає Кам’янський район з заходу на схід. 
Список річок Кам’янського району:
- Сіверський Донець
  - Грачик (л)
  - Велика Кам’янка (п)
  - Мала Кам’янка (п)
  - Глибока (л)
  - Говійна (п)
  - Калитвинець (л)
    - Великий Калитвинець (п)
    - Малий Калитвинець (л)

## Історія
Кам'янський район був утворений 1923 року у складі Донецької губернії УРСР. 1924 року переданий до Шахтинського округу РРФСР. 1935 року був ліквідований, але вже 1940 року відновлений. З 1954 року район перебував у складі Кам'янської області, центром якою був районний центр — місто Кам'янськ-Шахтинський. 1957 року область була ліквідована і район віднесли до Ростовської області. 1 лютого 1963 року район збільшив територію за рахунок приєднання ліквідованого Глибокинського та частин Звіревського та Білокалитвинського районів.

## Населення
Населення району становить 45836 осіб (2013; 47696 в 2010).

## Адміністративний поділ
Район адміністративно поділяється на 1 міське та 11 сільських поселень, які об'єднують 1 селище міського типу та 75 сільських населених пунктів:
| Поселення                         | Площа, км² | Населення, осіб (2010) | Центр            | Населені пункти |
| --------------------------------- | ---------- | ---------------------- | ---------------- | --------------- |
| Астаховське сільське поселення    | -          | 3671                   | Березовий        | 5               |
| Богдановське сільське поселення   | -          | 4979                   | Богданов         | 16              |
| Волченське сільське поселення     | -          | 2027                   | Волченський      | 6               |
| Глибокинське міське поселення     | -          | 10856                  | Глибокий         | 4               |
| Груціновське сільське поселення   | -          | 1591                   | Груцінов         | 6               |
| Гусєвське сільське поселення      | -          | 1477                   | Гусєв            | 6               |
| Калитвенське сільське поселення   | -          | 1205                   | Калитвенська     | 4               |
| Красновське сільське поселення    | -          | 5855                   | Красновка        | 8               |
| Малокам'янське сільське поселення | -          | 2027                   | Мала Кам'янка    | 3               |
| Піховкинське сільське поселення   | -          | 2592                   | Верхній Піховкин | 7               |
| Старостаничне сільське поселення  | -          | 10520                  | Стара Станиця    | 5               |
| Уляшкінське сільське поселення    | -          | 896                    | Верхні Грачики   | 6               |

### Найбільші населені пункти
| №  | Населений пункт  | статус  | Населення, осіб (2010) | Поселення      |
| -- | ---------------- | ------- | ---------------------- | -------------- |
| 1  | Глибокий         | смт     | 9 880                  | Глибокинське   |
| 2  | Стара Станиця    | хутір   | 8 508                  | Старостаничне  |
| 3  | Красновка        | хутір   | 3 941                  | Красновське    |
| 4  | Чистоозерний     | селище  | 2 193                  | Богдановське   |
| 5  | Мала Кам'янка    | хутір   | 1 866                  | Малокам’янське |
| 6  | Масаловка        | хутір   | 1 788                  | Астаховське    |
| 7  | Волченський      | хутір   | 1 095                  | Волченське     |
| 8  | Калитвенська     | станиця | 1 041                  | Калитвенське   |
| 9  | Верхній Піховкин | хутір   | 887                    | Піховкинське   |
| 10 | Астахов          | хутір   | 884                    | Астаховське    |
| 11 | Кам’яногор’я     | селище  | 806                    | Глибокинське   |
| 12 | Уривський        | хутір   | 802                    | Піховкинське   |
| 13 | Абрамовка        | хутір   | 790                    | Старостаничне  |
| 14 | Богданов         | хутір   | 676                    | Богдановське   |
| 15 | Лісний           | хутір   | 641                    | Старостаничне  |
| 16 | Березовий        | хутір   | 614                    | Астаховське    |
| 17 | Гусєв            | хутір   | 568                    | Гусєвське      |
| 18 | Диченський       | хутір   | 563                    | Старостаничне  |
| 19 | Нижній Піховкин  | хутір   | 561                    | Піховкинське   |
| 20 | Нижньоговєйний   | хутір   | 523                    | Богдановське   |
| 21 | Вишневецький     | хутір   | 507                    | Красновське    |

## Економіка
Район поєднує в собі сільськогосподарський напрямок (вирощування зернових і тваринництво) та вуглевидобувну галузі господарства. Територія району розташована  у межах Донецького кам'яновугільного басейну.